# G. Beke Margit
G. Beke Margit (Gödöllő, 1890. július 11. – Budapest, 1988. augusztus 30.) író, műfordító. Beke Manó matematikus lánya, Görög Imre műfordító felesége, Ata Kandó fotográfus édesanyja.

## Élete
Beke Manó és Stern Júlia gyermekeként született. 1892. április 30-án kikeresztelkedett és keresztségben az Auguszta utónevet kapta. Iskoláit a Veres Pálné utcai leánygimnáziumban végezte, ahol 1907-ben tett érettségit. 1908. december 27-én Budapesten Görög Imre műfordító házastársa lett. Két szemesztert a Pázmány Péter Tudományegyetemen hallgatott. Autodidakta módon megtanult norvégül, majd dánul és svédül. 1911-ben jelent meg első fordítása, egy Jacobsen vers, a Budapesti Hírlapban. Több mint ötven skandináv irodalmi művet fordított magyarra olyan szerzőktől, mint Knut Hamsun, Sigrid Undset és Selma Lagerlöf. A nyugati nyelveken kívül férjével az orosz irodalomból is fordított, többek között Dosztojevszkij Bűn és bűnhűdés című regényét. Fordításai 1945-ig nagyrészt az Athenaeum regénytár, az Északi írások, a Világhírű Regények, a Halhatatlan Könyvek és A regény mesterei sorozatban jelentek meg. 1915-ben jelent meg első írása, Ata könyve címmel, amely nem csupán pedagógiai dokumentum, hanem az akkoriban született lánya, Ata Kandó viselkedésének és gondolkodásának alakulásáról is írt benne. 1986-ban jelent meg a Történetünk: történelem című könyve, amelyben életéről, az első világháborúban és az 1944-es évben elszenvedett megaláztatásáról (Levelek a sárgacsillagos házból) írt. Közel százhetven regény, novellakötet fordítója volt. Írt rádiójátékokat, mesejátékokat. Életének utolsó éveit is aktívan töltötte.
A Farkasréti temetőben helyezték végső nyugalomra.

## Magánélete
Házastársa Görög Imre műfordító volt. Két gyermekük született.

## Művei
- Ata könyve. Napló. (Budapest, 1915)
- Manci, Laci, Zsuzsika (mesék, Budapest, 1922)
- Knut Hamsun 70 éves (Nyugat, 1929)
- Alpesi rózsa (ifjúsági regény, Budapest, 1938)
- A legerősebb Mese (ifjúsági regény, Budapest, 1958)
- Dübörgő, a kalapácstolvaj (regék, Rákos Sándorral és Mészöly Miklóssal, Budapest, 1962)
- A Szoria Moria palota. Finn, norvég, svéd, lapp, dán mesék (Korompay Bertalannal, Budapest, 1963)
- Északi istenek. Történetek az Eddából (Bernáth István utószavával, Budapest, 1973)
- Északi hősök. Történetek az Eddából (Bernáth István utószavával és jegyzeteivel, Budapest, 1975)
- Bárdok, mesemondók. Történetek a Mabinogionból (Molnár Ágnes utószavával és jegyzeteivel, Budapest, 1977)
- Harc és szerelem. Történetek az írek hőskorából (mondafeldolgozások, sajtó alá rendezte: Makai Judit; Moskovszky Éva utószavával és jegyzeteivel, Budapest, 1978)
- Történetünk: történelem. Visszaemlékezések. (Tények és tanúk. Budapest, 1986)

## Műfordításai
- Knut Hamsun: Új föld. (Budapest, 1920; 2. kiadás: 1928)
- Henrik Ibsen levelei. (Budapest, 1922)
- Martin Andersen Nexø: A muzikális malac. Emlékigék a lángelme fölött. (Budapest, 1923)
- Knut Hamsun: Halk húrokat penget a vándor. (regény, Budapest, 1923)
- Michael Arlen: A zöld kalap. (A regény mesterei. Budapest, 1924)
- Knut Hamsun: Rosa. (regény, Budapest, 1925)
- Knut Hamsun: Pán. Glahn hadnagy följegyzéseiből. (Budapest, 1925; 3. kiadás: 1931; 4. kiadás: 1943)
- Knut Hamsun: Benoni. (regény, Budapest, 1925)
- Camille Marbo: Madeleine. (regény, Budapest, 1926)
- Rudyard Kipling: A fény kialudt. (regény, A regény mesterei. Budapest, 1927)
- Mary Borden: Flamingó. (regény, Budapest, 1929)
- Knut Hamsun: Csavargók. (regény két kötetben, Budapest, 1929)
- Karin Michaëlis: Az ügyvéd úr családja. (regény, Budapest, 1929; új kiadás: 1990)
- Nina Arkina: Egy férfi, akit szeretnek. (regény, A Színházi Élet regényei. Budapest, 1930)
- Werner Scheff: Opium. (regény, A Színházi Élet regényei. Budapest, 1930)
- Olav Duun: Világtalan András. (elbeszélések, Gyoma, 1931)
- Knut Hamsun: A világ vándora. 1–2. (regény, Budapest, 1931)
- Hans Ernst Kinck: Emberek és bolondok. Novellák. (Gyoma, 1931)
- Sigrid Undset: Az okos leányzók. (három elbeszélés, Gyoma, 1931)
- Knut Hamsun: Asszonyok a kútnál. (regény, Budapest, 1932)
- Sigurd Hoel: Szerelem a strandon. (regény, Budapest, 1934; új kiadás: 1993)
- Barbara Ring: Petra. Tóbis Ilona rajzaival. (regény, Budapest, 1935)
- Selma Lagerlöf: Amikor én kislány voltam. Belatini Braun Olga rajzaival. (ifjúsági elbeszélések, Budapest, 1936; 2. kiadás: 1943; új kiadás: 1990)
- Johan Bojer: A tenger fiai. (regény, Budapest, 1937)
- Sigurd Elkjær: Aki nem tudott várni. (regény, Budapest, 1937)
- John Goodwin: A Scotland Yard foltja. (regény, Budapest, 1937)
- Selma Lagerlöf: Csodálatos utazás. Nils Holgersson útja a vadludakkal. Ifj. Belatini Braun Olga rajzaival. (Budapest, 1937; új kiadás. Illusztrálta: Kass János 1958; Az én könyvtáram. 1963; 3. kiadás: 1977; új kiadás Haday G. Klára rajzaival Bukarest, 1992; Budapest, 2003)
- Salvador de Madariaga: Elysiumi mezők. (regény, Budapest, 1938)
- Pearl S. Buck: Faragott képek. (regény, Budapest, 1940)
- Mika Waltari: Az asszony és az idegen. (Budapest, 1941; új kiadás: 1993)
- Olav Duun: Tetemrehívás. (regény, Budapest, 1943)
- Martin Andersen Nexø: Sorsjáték. (regény, Szikra regénytár. Budapest, 1948)
- Martin Andersen Nexø: Hódító Pelle. (regény Budapest, 1950; 2. átdolgozott kiadás: 1979)
- Pavel Petrovics Bazsov: A titok. Ifjúsági történet. (Budapest, 1950)
- Maremana Golubkova: Két világot éltem. Görög Imrével. (regény, Budapest, 1951)
- Makszim Gorkij: Az én egyetemeim. – A mester. Elbeszélések. Gellért Györggyel, Görög Imrével. (Budapest, 1952; 2. kiadás: 1955)
- Mihail Mihajlovics Prisvin: Ahol a madár se fél. Görög Imrével. (regény, Budapest, 1953)
- Orosz népmesék. Görög Imrével. Illusztrálta: F. Győrffy Anna. (Budapest, 1954)
- Makszim Gorkij: Mezítlábasok. Görög Imrével. (regény, Budapest, 1956)
- Johan Bojer: Az utolsó viking. (regény, Budapest, 1957)
- Fjodor Mihajlovics Dosztojevszkij: Bűn és bűnhődés. 1–3. Görög Imrével. (Olcsó Könyvtár. Budapest, 1958; A világirodalom klasszikusai. 2. kiadás: 1962; A világirodalom remekei. 4. kiadás: 1964; Európa Zsebkönyvek. 6. kiadás: 1967; 7. kiadás: 1976; 9. kiadás: 1986; Európa Diákkönyvtár. 10. kiadás: 1993; Matúra klasszikusok. 11. kiadás: 1996; 17. kiadás: 2008)
- Makar Csudra és más elbeszélések. A fametszetek Varsányi Pál munkái. (Új Elzevir Könyvtár. 3. Budapest, 1958)
- Mihail Mihajlovics Prisvin: Ádám és Éva. Regény: Illusztrálta: Szántó Piroska. Görög Imrével. (Budapest, 1958)
- Halldór Laxness: A jó papkisasszony. (kisregény, Modern könyvtár. 16. Budapest, 1959)
- Hilmar Wulff: A szerencse kék pisztrángja. (regény, Budapest, 1959)
- Vilhelm Moberg: Bevándorlók. (regény, Budapest, 1961)
- Martin Andersen Nexø: Az üres helyek utasai. Karcolatok és novellák. (Táncsics Könyvtár. 26. Budapest, 1961)
- Halldór Laxness: Az éneklő hal. (regény, Budapest, 1962)
- Zinken Hopp: A bűvös kréta. (meseregény, Budapest, 1962)
- Astrid Lindgren: Mio, édes fiam. (ifjúsági regény, Újvidék, 1962)
- Vilhelm Moberg: Telepesek. (regény, Budapest, 1963)
- Mihail Mihajlovics Prisvin: Szarvaslesen. Kisregény. Görög Imrével. (Budapest, 1963)
- August Strindberg: A hemsőiek. Illusztrálta: Bartha László. (regény, Budapest, 1963)
- Vilhelm Moberg: Az utolsó levél Svédországba. (Budapest, 1964)
- Aimée Sommerfelt: Országúton, Indiában. Ifjúsági regény. Illusztrálta: Reich Károly. (Delfin Könyvek. Budapest, 1964; 2. kiadás: 1979)
- Sigurd Hoel: Találkozás a mérföldkőnél. (regény, Budapest, 1965)
- Friedrich Wolf: Ketten a határon. (regény, Budapest, 1966)
- Bengt Danielsson: Bumeráng-expedíció. Útleírás. (Világjárók. Budapest, 1967)
- Aimée Sommerfelt: Miriam. Ifj. reg. Illusztrálta: Kondor Lajos. (Budapest, 1967)
- Jean Renoir: Apám, Renoir. (életrajz, Budapest, 1968; 2. kiadás: 1972)
- Thorbjørn Egner: Róka Miska megjavul. (meseregény, Budapest, 1969)
- Marc Chagall: Életem. Visszaemlékezések. (Budapest, 1970; új kiadás: 1999)
- Martin Andersen Nexø: Keserű-édes ifjúság. (önéletrajzi regény, Budapest, 1972)
- Meindert DeJong: Kerék az iskolán. Ifjúsági regény. Illusztrálta Kondor Lajossal. (Sirály Könyvek. Budapest, 1972)
- Henri Perruchot: Van Gogh élete. (Budapest, 1973)
- Anauta: Alea, az eszkimó leány. Illusztrálta: Fekete Mária. (regény, Csíkos Könyvek. Budapest, 1974)
- Astrid Lindgren: Öcsi és a repülő bácsika. Illusztrálta: Sajdik Ferenc. (meseregény, Budapest, 1976)
- Rudolf Broby-Johansen: Északi sziklarajzok. (Budapest, 1979)
- Mignon G. Eberhart: Suhanó árnyék. (bűnügyi regény, Albatrosz Könyvek. Budapest, 1981)
- A bűvös síp. Norvég elbeszélők. Vál. Kúnos László. Fordította Kúnos Lászlóval. (Budapest, 1981)
- Henrik Ibsen: Hedda Gabler. (színmű 4 felvonásban, Budapest, 1984)
- Stein Mehren: Titánok. Európai regény. (Modern Könyvtár. Budapest, 1984)
- Jens Peter Jacobsen: Marie Grubbe. – Niles Lyhne. Fordította Faludy Györggyel. (két regény, A világirodalom klasszikusai. Budapest, 1985)
- Hugh McLeave: A festő és a hegy. Cézanne élete. Fordította Falvay Mihállyal. (Budapest, 1986)
- Elisabeth Ellefsen: Kicsi Anette. (visszaemlékezés, Femina. Budapest, 1988)
- Bo Beskow: És erőt vevének a vizek a földön. (regény, Modern Könyvtár. Budapest, 1989)

## Díjai, elismerései
- A Művészeti Alap Irodalmi Díja (1983)